# Maddji
Anne Máddji Heatta dite Máddji, née en 1983, est une ancienne footballeuse, et une chanteuse et compositrice norvégienne sami.

## Biographie
Máddji a grandi à Karasjok et Kautokeino dans le Finnmark. Elle a suivi des études de médecine à l'Université d'Oslo qu'elle a terminées en 2009. Après une année et demie comme médecin stagiaire, elle est devenue pédiatre à l'hôpital universitaire de Tromsø. Depuis 2012, elle travaille au centre médical de Kautokeino.

## Football
Elle a été défenseur de FK Asker. Elle compte 9 sélections pour la Norvège dans les équipes de jeunes et a participé au championnat d'Europe des moins de 18 ans en 2001 où l'équipe de Norvège dut s'incliner en finale face à l'Allemagne. Máddji a arrêté sa carrière en 2003 en raison d'une blessure au genou.

## Musique
Máddji publie son premier album solo Dobbelis (au-delà) en 2010 sous le label Saami DAT. Sa sortie est accueillie par des critiques élogieuses, Sa musique est caractérisée par une adaptation des musiques traditionnelles samis. Elle a également participé comme chanteuse et autrice-compositrice sur deux des chansons de Inger-Mari Aikio-Arianaick et sur son album pour enfants Ima IPMASAT en 2007.
Elle a également collaboré avec le duo norvégien Alvedanser et a participé au joik dans la chanson Save me de Ton Damli Sindy.

## Discographie
- 2010: Dobbelis (Beyond)